# Коти, Момоко
Момоко Коти (яп. 河内 桃子 Коти Момоко, 7 марта 1932, Токио — 5 ноября 1998, Токио) — японская актриса.

## Биография
После окончания средней школы при Японском женском университете, Момоко работала офис-леди до апреля 1953 года, когда начала карьеру на телевидении. В 1954 году снялась в фильме «Годзилла» в роли Эмико.
С 1961 до своей смерти была замужем за продюсером Садатакой Хисамацу, с которым воспитывала дочь Эмико.

## Избранная фильмография
- 1954 — Годзилла / ゴジラ / Godzilla (реж. Исиро Хонда) — Эмико Яманэ
- 1956 — Годзилла, король монстров! / Godzilla, King of the Monsters! (реж. Исиро Хонда) — Эмико Яманэ
- 1957 — Мистериане / 地球防衛軍 / The Mysterians (реж. Исиро Хонда) — Хироко Ивамото
- 1977 — Годзилла / Godzilla (реж. Луиджи Коцци, Исиро Хонда) — Эмико Яманэ
- 1995 — Годзилла против Разрушителя / ゴジラVSデストロイア / Godzilla vs. Destoroyah (реж. Такао Окавара) — Эмико Яманэ